# Інкінське сільське поселення
І́нкінське сільське поселення (рос. Инкинское сельское поселение) — сільське поселення у складі Колпашевського району Томської області Росії.
Адміністративний центр — село Інкіно.
Населення сільського поселення становить 1222 особи (2019; 1439 у 2010, 1650 у 2002).
2017 року до складу сільського поселення були включені території ліквідованих Копиловського сільського поселення (село Копиловка, селище Зайкино) та Національного Іванкинського сільського поселення (село Іванкино).

## Склад
До складу сільського поселення входять:
| Населений пункт  | Населення, осіб (2002) | Населення, осіб (2010) |
| ---------------- | ---------------------- | ---------------------- |
| Зайкино, селище  | 5                      | 7                      |
| Іванкино, село   | 98                     | 111                    |
| Інкіно, село     | 694                    | 607                    |
| Копиловка, село  | 641                    | 495                    |
| Пасіка, присілок | 196                    | 213                    |
| Юрти, селище     | 16                     | 6                      |